# The Girl at the Lunch Counter
The Girl at the Lunch Counter è un cortometraggio muto del 1913. Il nome del regista non viene riportato nei credit del film che ha come interpreti John Bunny e Flora Finch, una famosa coppia comica dell'epoca.

## Produzione
Il film fu prodotto dalla Vitagraph Company of America.

## Distribuzione
Distribuito dalla General Film Company, il film - un cortometraggio in una bobina - uscì nelle sale cinematografiche statunitensi il 19 dicembre 1913.